# Prime scelte assolute nel draft della National Football League
La seguente è la lista delle prime scelte assolute nel draft della National Football League. Il Draft NFL è una selezione annuale dei migliori giocatori di football universitario che si sono dichiarati eleggibili per essere chiamati dalle franchigie della NFL. Per essere considerati eleggibili bisogna aver lasciato la scuola superiore da almeno tre anni. L'ordine di selezione è basato sull'inversione della classifica dell'anno precedente, così la squadra col peggior record sceglie per prima e così via. Al Draft NFL 2024, un totale di 88 giocatori sono stati scelti come primi assoluti.

## Lista delle prime scelte assolute

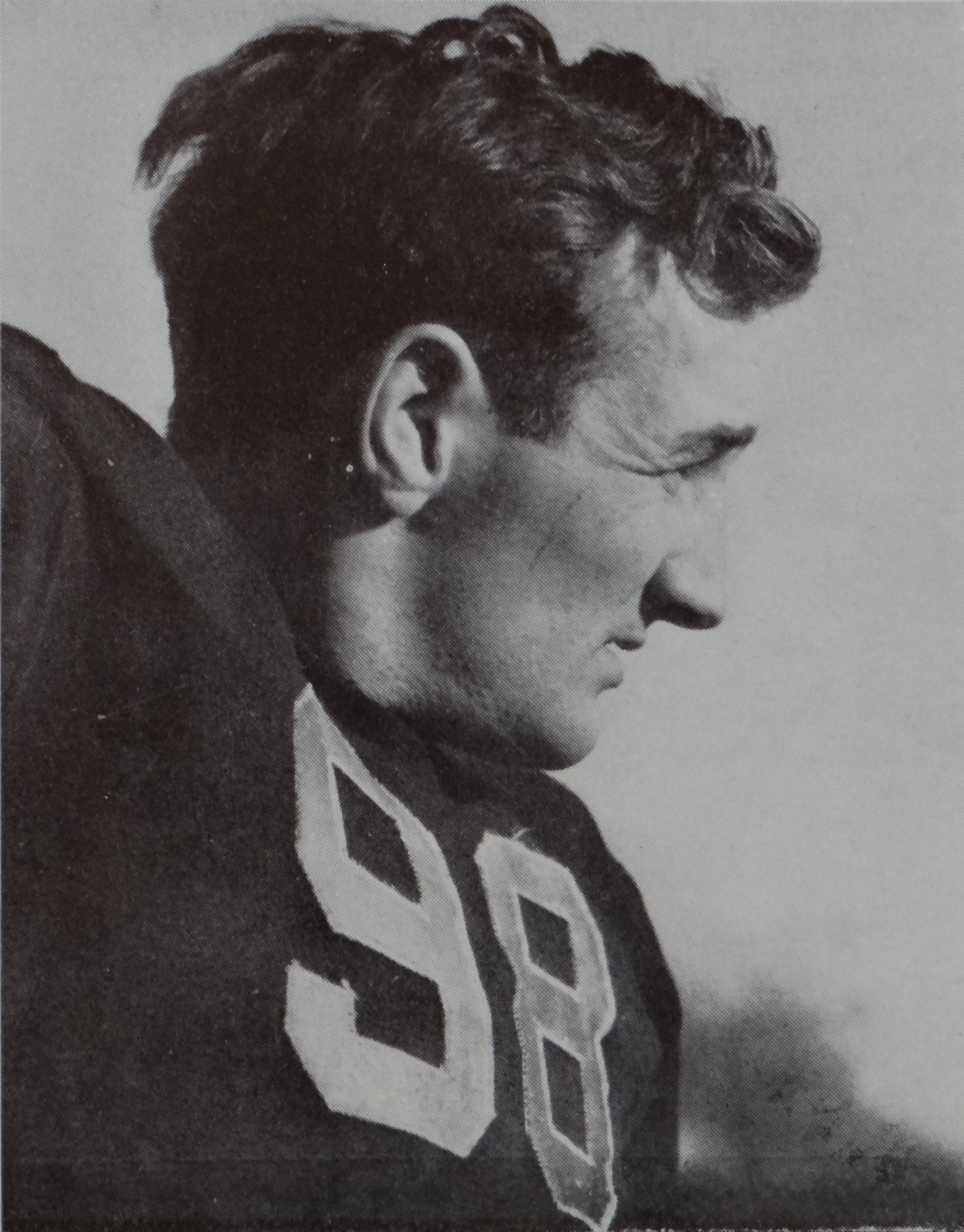
Tom Harmon fu la prima scelta del Draft 1941

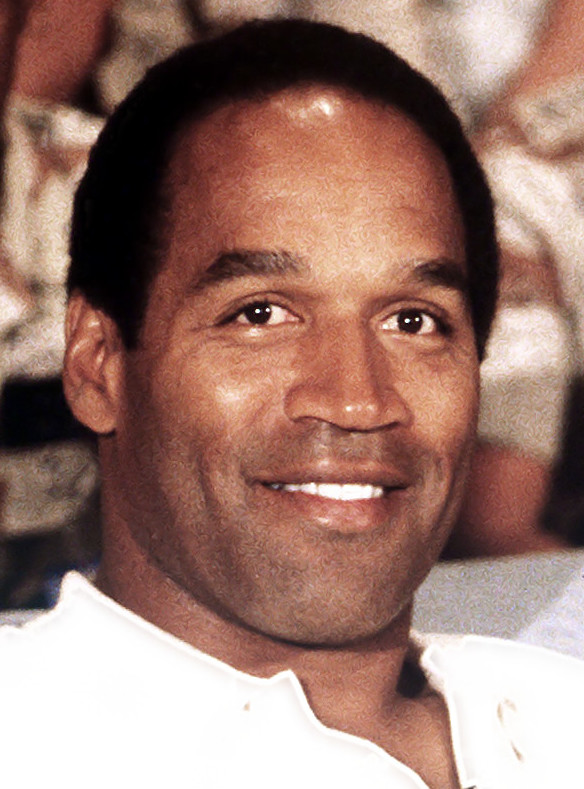
O.J. Simpson fu scelto come primo assoluto dai Buffalo Bills nel 1969

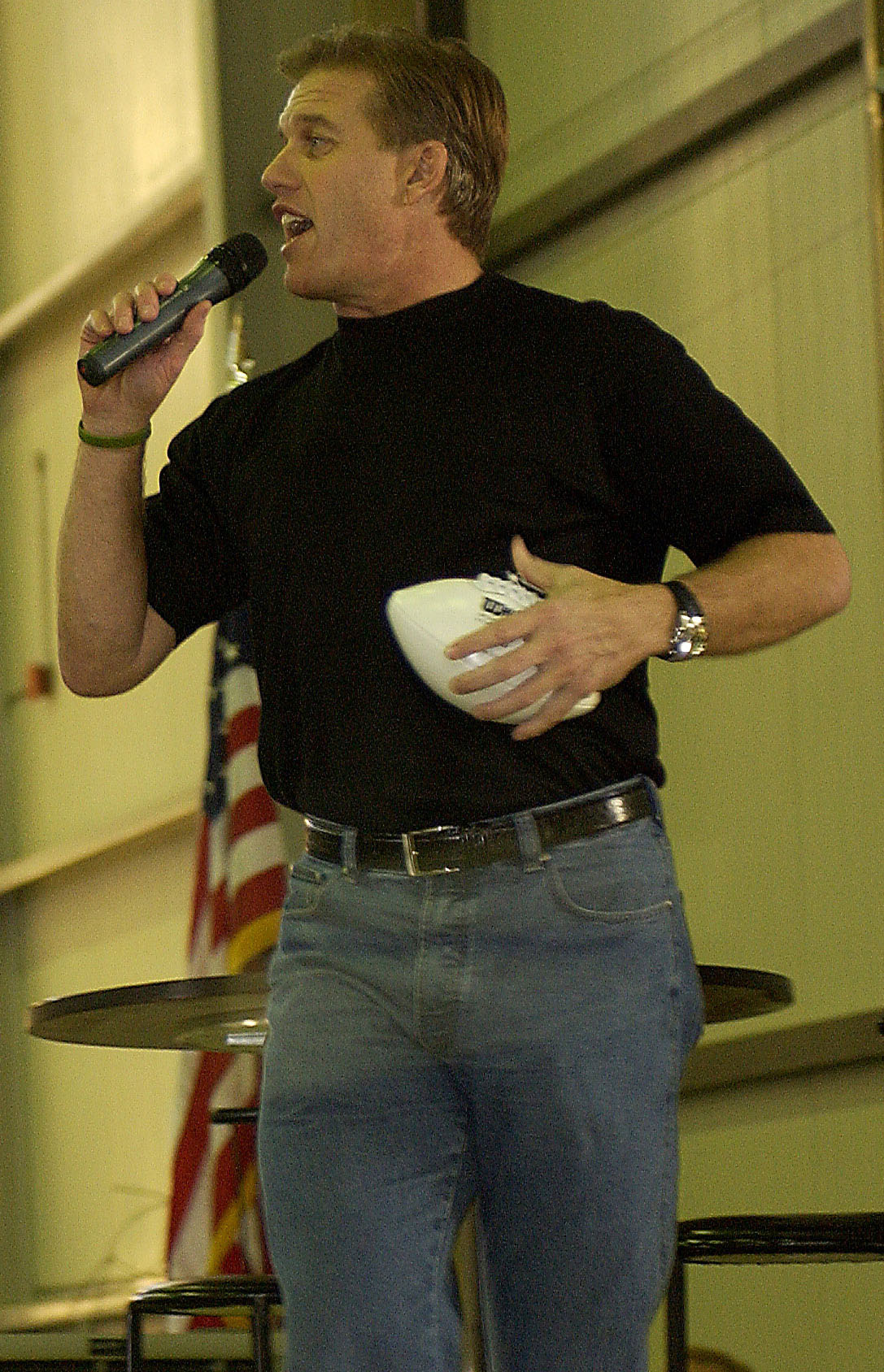
John Elway fu scelto nel 1983 come primo assoluto

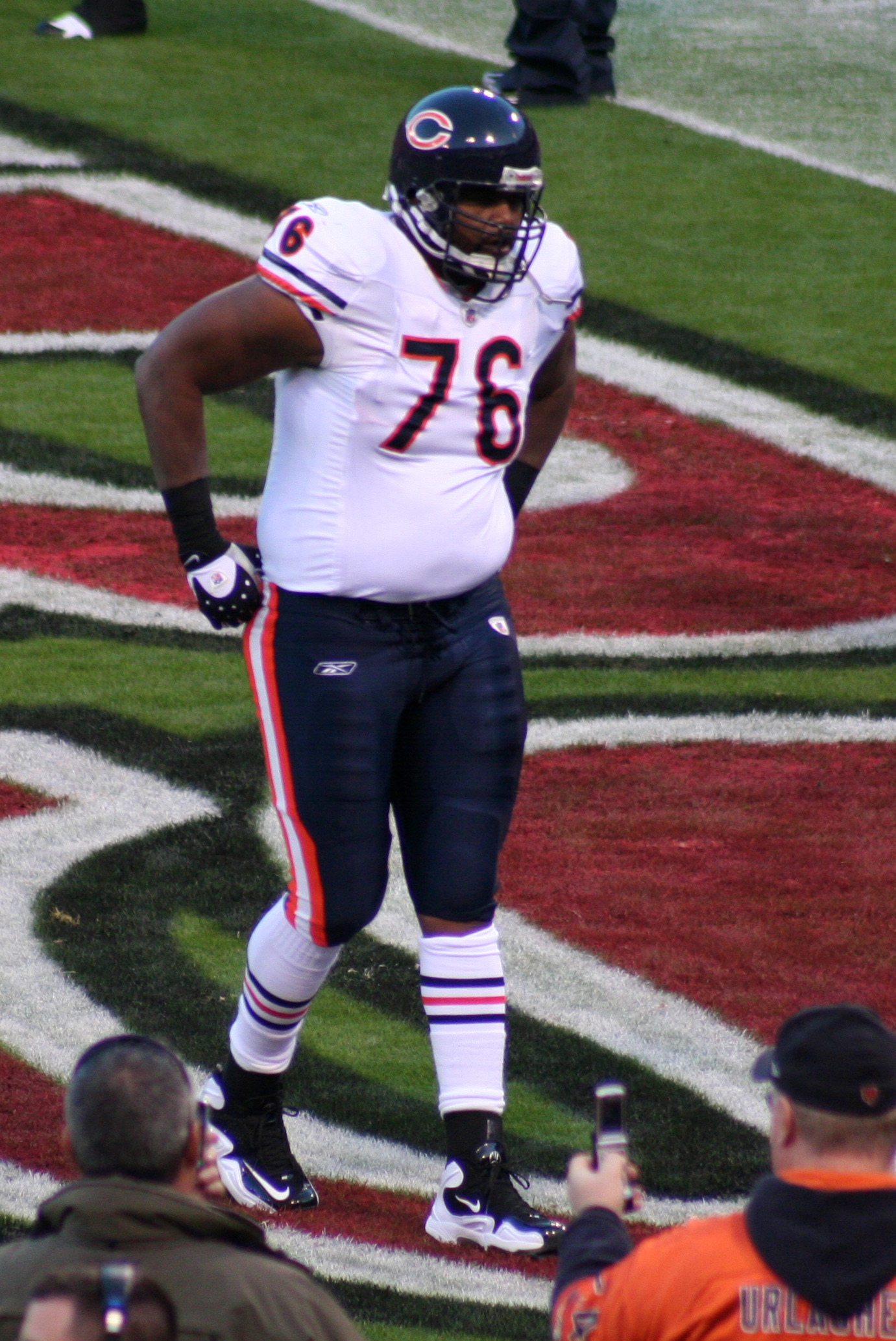
Orlando Pace fu scelto come primo assoluto dai St. Louis Rams nel 1997.

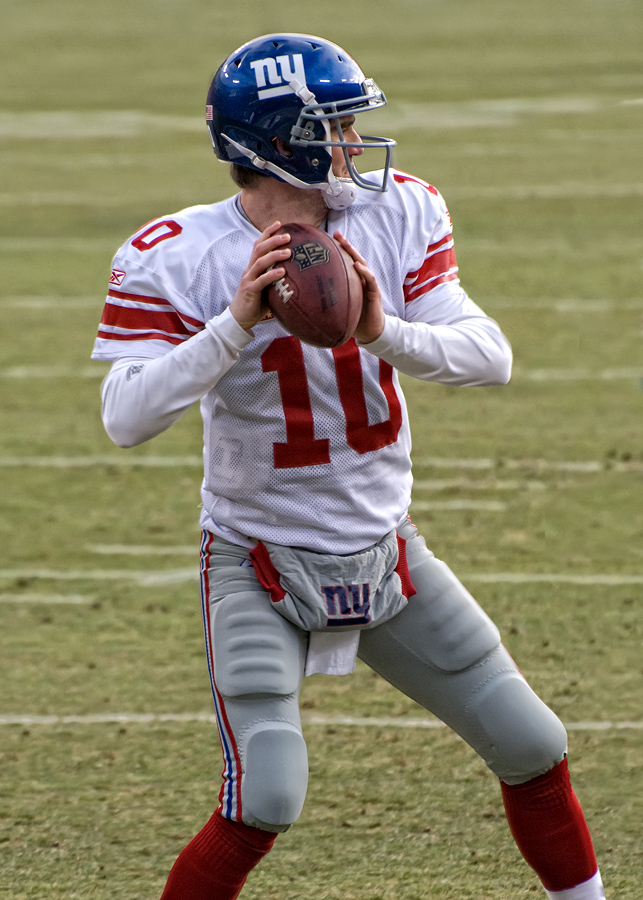
Eli Manning fu scelto dai Chargers come primo assoluto nel 2004

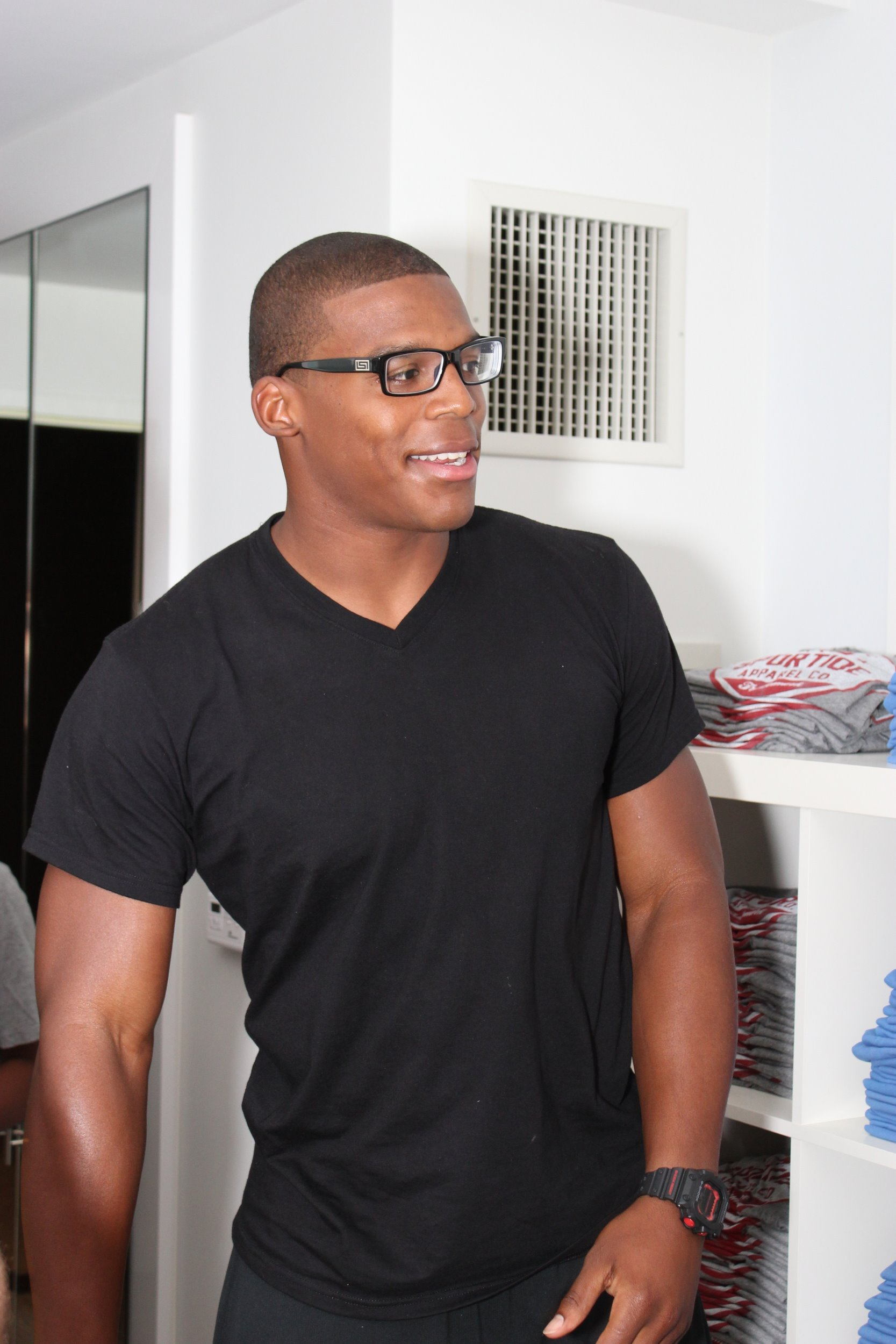
Cam Newton fu la prima scelta assoluta del Draft 2011

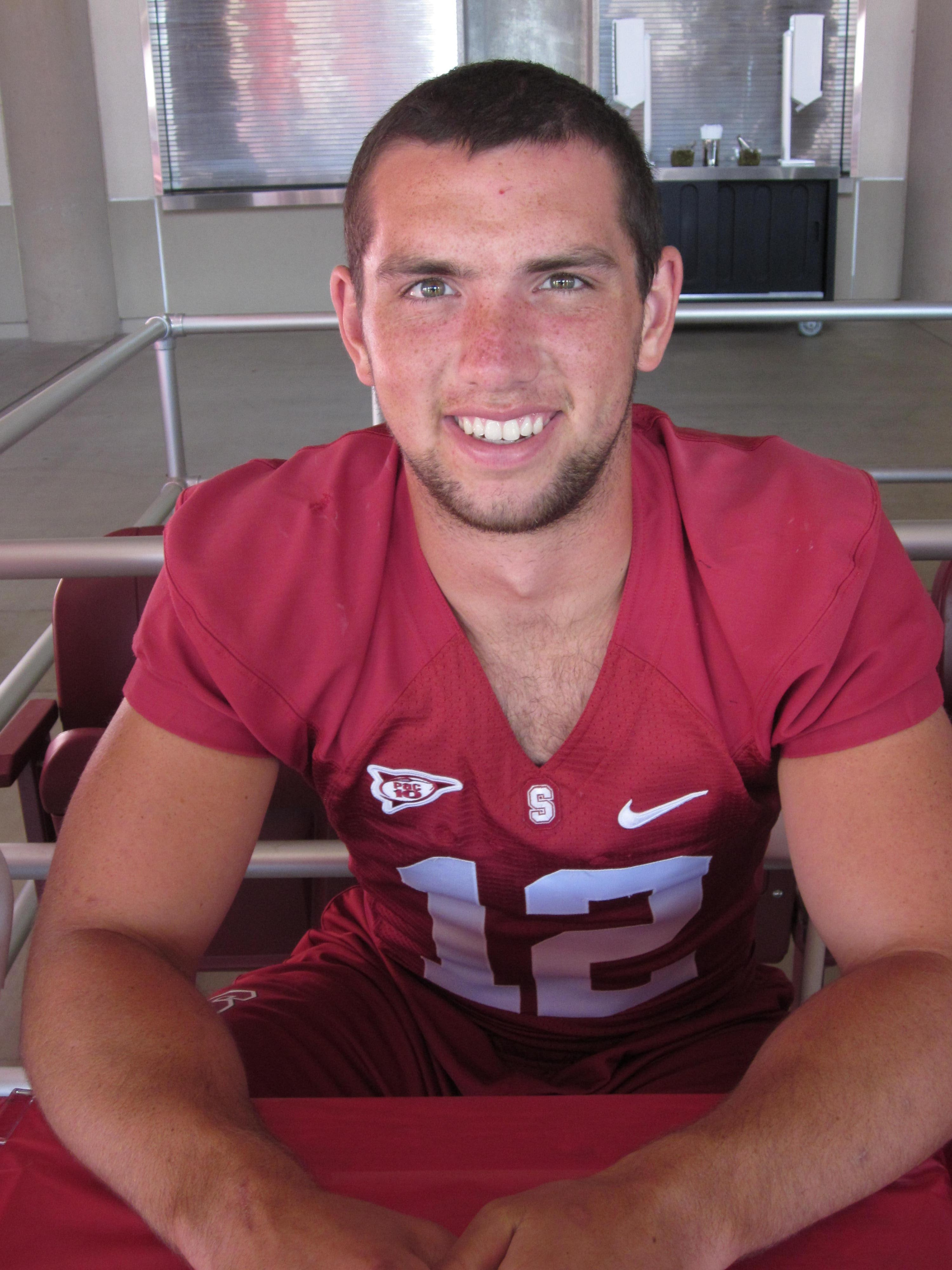
Gli Indianapolis Colts scelsero Andrew Luck con la prima scelta assoluta nel 2012.

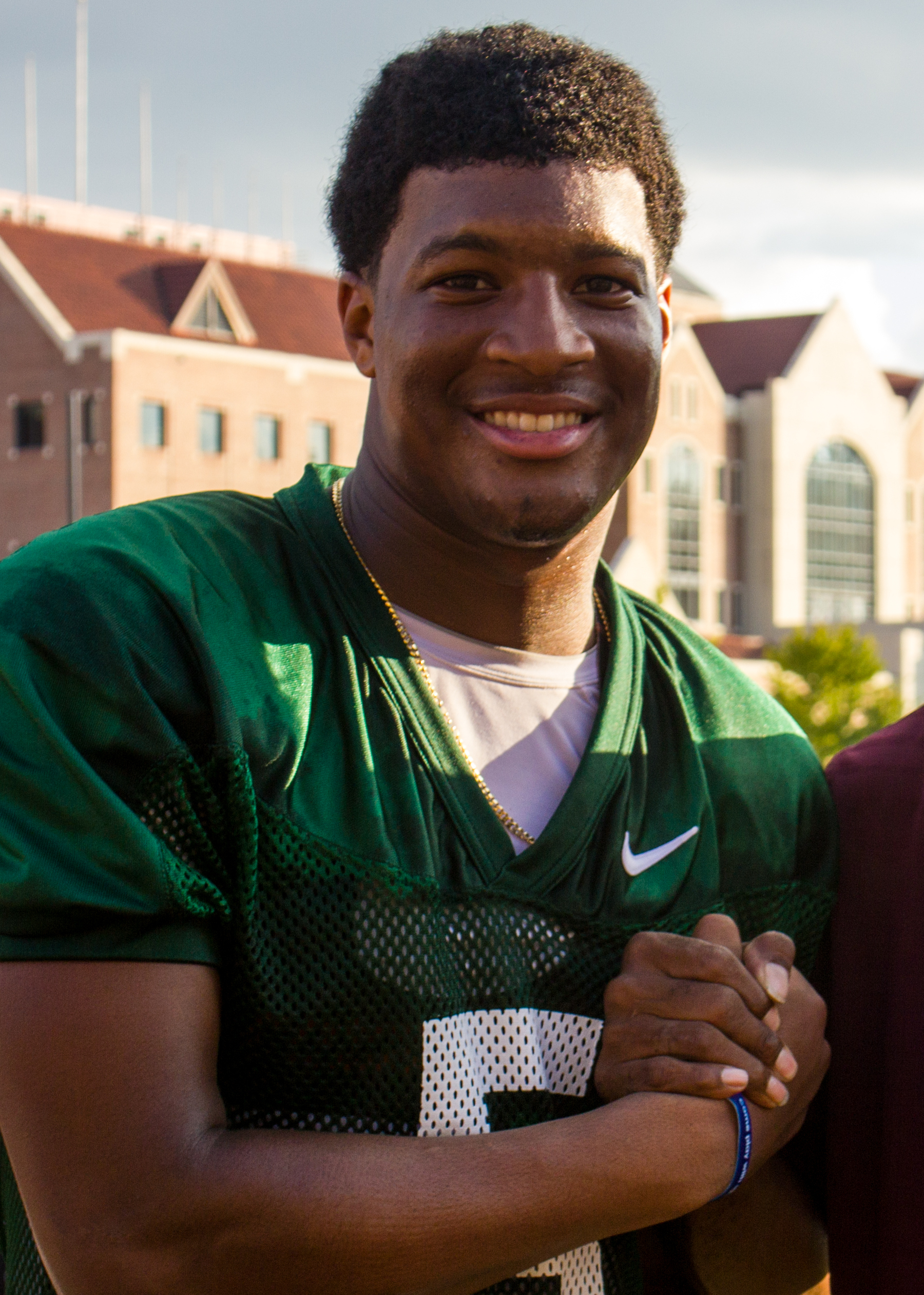
Jameis Winston è stato la prima scelta assoluta del 2015

|  | = Pro Bowler (37 giocatori) |

|  | = Hall of Famer (14 giocatori) |

| Anno   | Giocatore           | Ruolo             | College              | Squadra                                                    |
| ------ | ------------------- | ----------------- | -------------------- | ---------------------------------------------------------- |
| 1936   | Jay Berwanger       | Halfback          | Chicago              | Philadelphia Eagles (non firmò)                            |
| 1937   | Sam Francis         | Fullback          | Nebraska             | Philadelphia Eagles                                        |
| 1938   | Corbett Davis       | Fullback          | Indiana              | Cleveland Rams                                             |
| 1939   | Ki Aldrich          | Centro            | TCU                  | Chicago Cardinals                                          |
| 1940   | George Cafego       | Halfback          | Tennessee            | Chicago Cardinals                                          |
| 1941   | Tom Harmon          | Halfback          | Michigan             | Chicago Bears                                              |
| 1942   | Bill Dudley         | Halfback          | Virginia             | Pittsburgh Steelers                                        |
| 1943   | Frank Sinkwich      | Halfback          | Georgia              | Detroit Lions                                              |
| 1944   | Angelo Bertelli     | Quarterback       | Notre Dame           | Boston Yanks                                               |
| 1945   | Charley Trippi      | Halfback          | Georgia              | Chicago Cardinals                                          |
| 1946   | Frank Dancewicz     | Quarterback       | Notre Dame           | Boston Yanks                                               |
| 1947   | Bob Fenimore        | Halfback          | Oklahoma A&M         | Chicago Bears                                              |
| 1948   | Harry Gilmer        | Quarterback       | Alabama              | Washington Redskins                                        |
| 1949   | Chuck Bednarik      | Centro/Linebacker | Penn                 | Philadelphia Eagles                                        |
| 1950   | Leon Hart           | End               | Notre Dame           | Detroit Lions                                              |
| 1951   | Kyle Rote           | Halfback          | SMU                  | New York Giants                                            |
| 1952   | Bill Wade           | Quarterback       | Vanderbilt           | Los Angeles Rams                                           |
| 1953   | Harry Babcock       | End               | Georgia              | San Francisco 49ers                                        |
| 1954   | Bobby Garrett       | Quarterback       | Stanford             | Cleveland Browns                                           |
| 1955   | George Shaw         | Quarterback       | Oregon               | Baltimore Colts                                            |
| 1956   | Gary Glick          | Defensive back    | Colorado A&M         | Pittsburgh Steelers                                        |
| 1957   | Paul Hornung        | Halfback          | Notre Dame           | Green Bay Packers                                          |
| 1958   | King Hill           | Quarterback       | Rice                 | Chicago Cardinals                                          |
| 1959   | Randy Duncan        | Quarterback       | Iowa                 | Green Bay Packers                                          |
| 1960   | Billy Cannon        | Running back      | LSU                  | Los Angeles Rams (firmò con gli Houston Oilers della AFL ) |
| 1961   | Tommy Mason         | Running back      | Tulane               | Minnesota Vikings                                          |
| 1962   | Ernie Davis         | Running back      | Syracuse             | Washington Redskins (scambiato coi Cleveland Browns)       |
| 1963   | Terry Baker         | Quarterback       | Oregon State         | Los Angeles Rams                                           |
| 1964   | Dave Parks          | End               | Texas Tech           | San Francisco 49ers                                        |
| 1965   | Tucker Frederickson | Running back      | Auburn               | New York Giants                                            |
| 1966   | Tommy Nobis         | Linebacker        | Texas                | Atlanta Falcons                                            |
| 1967*  | Bubba Smith         | Defensive end     | Michigan State       | Baltimore Colts                                            |
| 1968*  | Ron Yary            | Offensive tackle  | USC                  | Minnesota Vikings                                          |
| 1969*  | O.J. Simpson        | Running back      | USC                  | Buffalo Bills (AFL)                                        |
| 1970   | Terry Bradshaw      | Quarterback       | Louisiana Tech       | Pittsburgh Steelers                                        |
| 1971   | Jim Plunkett        | Quarterback       | Stanford             | New England Patriots                                       |
| 1972   | Walt Patulski       | Defensive end     | Notre Dame           | Buffalo Bills                                              |
| 1973   | John Matuszak       | Defensive end     | Tampa                | Houston Oilers                                             |
| 1974   | Ed Jones            | Defensive end     | Tennessee State      | Dallas Cowboys                                             |
| 1975   | Steve Bartkowski    | Quarterback       | California           | Atlanta Falcons                                            |
| 1976   | Lee Roy Selmon      | Defensive end     | Oklahoma             | Tampa Bay Buccaneers                                       |
| 1977   | Ricky Bell          | Running back      | USC                  | Tampa Bay Buccaneers                                       |
| 1978   | Earl Campbell       | Running back      | Texas                | Houston Oilers                                             |
| 1979   | Tom Cousineau       | Linebacker        | Ohio State           | Buffalo Bills (firmò coi Montreal Alouettes della CFL)     |
| 1980   | Billy Sims          | Running back      | Oklahoma             | Detroit Lions                                              |
| 1981   | George Rogers       | Running back      | South Carolina       | New Orleans Saints                                         |
| 1982   | Kenneth Sims        | Defensive end     | Texas                | New England Patriots                                       |
| 1983   | John Elway          | Quarterback       | Stanford             | Baltimore Colts (scambiato coi Denver Broncos)             |
| 1984   | Irving Fryar        | Wide receiver     | Nebraska             | New England Patriots                                       |
| 1985   | Bruce Smith         | Defensive end     | Virginia Tech        | Buffalo Bills                                              |
| 1986** | Bo Jackson          | Running back      | Auburn               | Tampa Bay Buccaneers (non firmò, entrò nel Draft NFL 1987) |
| 1987   | Vinny Testaverde    | Quarterback       | Miami (FL)           | Tampa Bay Buccaneers                                       |
| 1988   | Aundray Bruce       | Linebacker        | Auburn               | Atlanta Falcons                                            |
| 1989   | Troy Aikman         | Quarterback       | UCLA                 | Dallas Cowboys                                             |
| 1990   | Jeff George***      | Quarterback       | Illinois             | Indianapolis Colts                                         |
| 1991   | Russell Maryland    | Defensive tackle  | Miami (FL)           | Dallas Cowboys                                             |
| 1992   | Steve Emtman        | Defensive tackle  | Washington           | Indianapolis Colts                                         |
| 1993   | Drew Bledsoe        | Quarterback       | Washington State     | New England Patriots                                       |
| 1994   | Dan Wilkinson       | Defensive tackle  | Ohio State           | Cincinnati Bengals                                         |
| 1995   | Ki-Jana Carter      | Running back      | Penn State           | Cincinnati Bengals                                         |
| 1996   | Keyshawn Johnson    | Wide receiver     | USC                  | New York Jets                                              |
| 1997   | Orlando Pace        | Offensive tackle  | Ohio State           | St. Louis Rams                                             |
| 1998   | Peyton Manning      | Quarterback       | Tennessee            | Indianapolis Colts                                         |
| 1999   | Tim Couch           | Quarterback       | Kentucky             | Cleveland Browns                                           |
| 2000   | Courtney Brown      | Defensive end     | Penn State           | Cleveland Browns                                           |
| 2001   | Michael Vick        | Quarterback       | Virginia Tech        | Atlanta Falcons                                            |
| 2002   | David Carr          | Quarterback       | Fresno State         | Houston Texans                                             |
| 2003   | Carson Palmer       | Quarterback       | USC                  | Cincinnati Bengals                                         |
| 2004   | Eli Manning         | Quarterback       | Ole Miss             | San Diego Chargers (scambiato coi New York Giants)         |
| 2005   | Alex Smith          | Quarterback       | Utah                 | San Francisco 49ers                                        |
| 2006   | Mario Williams      | Defensive end     | North Carolina State | Houston Texans                                             |
| 2007   | JaMarcus Russell    | Quarterback       | LSU                  | Oakland Raiders                                            |
| 2008   | Jake Long           | Offensive Tackle  | Michigan             | Miami Dolphins                                             |
| 2009   | Matthew Stafford    | Quarterback       | Georgia              | Detroit Lions                                              |
| 2010   | Sam Bradford        | Quarterback       | Oklahoma             | St. Louis Rams                                             |
| 2011   | Cam Newton          | Quarterback       | Auburn               | Carolina Panthers                                          |
| 2012   | Andrew Luck         | Quarterback       | Stanford             | Indianapolis Colts                                         |
| 2013   | Eric Fisher         | Offensive tackle  | Central Michigan     | Kansas City Chiefs                                         |
| 2014   | Jadeveon Clowney    | Defensive end     | South Carolina       | Houston Texans                                             |
| 2015   | Jameis Winston      | Quarterback       | Florida State        | Tampa Bay Buccaneers                                       |
| 2016   | Jared Goff          | Quarterback       | California           | Los Angeles Rams                                           |
| 2017   | Myles Garrett       | Defensive end     | Texas A&M            | Cleveland Browns                                           |
| 2018   | Baker Mayfield      | Quarterback       | Oklahoma             | Cleveland Browns                                           |
| 2019   | Kyler Murray        | Quarterback       | Oklahoma             | Arizona Cardinals                                          |
| 2020   | Joe Burrow          | Quarterback       | LSU                  | Cincinnati Bengals                                         |
| 2021   | Trevor Lawrence     | Quarterback       | Clemson              | Jacksonville Jaguars                                       |
| 2022   | Travon Walker       | Defensive end     | Georgia              | Jacksonville Jaguars                                       |
| 2023   | Bryce Young         | Quarterback       | Alabama              | Carolina Panthers                                          |
| 2024   | Caleb Williams      | Quarterback       | USC                  | Chicago Bears                                              |
| 2025   | Cam Ward            | Quarterback       | Miami (FL)           | Tennessee Titans                                           |

* Dal 1967 al 1969 la NFL tenne un draft comune con American Football League, che si fuse con la NFL nel 1970.

** I Cleveland Browns rinunciarono alla prima scelta assoluta nel 1986 per scegliere Bernie Kosar nel draft supplementare del 1985.

*** I Dallas Cowboys rinunciarono alla prima scelta assoluta nel 1990 per scegliere Steve Walsh nel draft supplementare del 1989.

## Statistiche
- I Baltimore/Indianapolis Colts sono state la squadra con più prime scelte assolute, 6.
- Solo cinque giocatori hanno vinto il premio come rookie dell'anno: Earl Campbell (1978); Billy Sims (1980); George Rogers (1981); Sam Bradford (2010) e Cam Newton (2011).
- Un totale di 14 giocatori è stato inserito nella Pro Football Hall of Fame.
- Un totale di 37 giocatori è stato convocato almeno una volta per il Pro Bowl